# Concerto cho violin (Mendelssohn)
Concerto cho violin giọng Mi thứ, Op. 64, MWO 14 của Felix Mendelssohn là tác phẩm lớn cuối cùng của ông viết cho dàn nhạc giao hưởng. Tác phẩm này là một phần quan trọng trong danh sách biểu diễn của những tác phẩm viết cho đàn vĩ cầm và là một trong những concerto cho violon được biểu diễn nhiều nhất từ xưa đến nay. Một lần biểu diễn trung bình kéo dài khoảng gần nửa tiếng đồng hồ.
Lúc đầu Mendelssohn ngỏ ý về chuyện viết một bản concerto cho vĩ cầm với Ferdinand David, một người bạn thân và là concertmaster của dàn nhạc Leipzig Gewandhaus. Mặc dù thai nghén từ năm 1838, nhưng sáu năm sau tác phẩm mới hoàn tất, và tới năm 1845 mới được công diễn lần đầu tiên. Trong suốt thời gian này, Mendelssohn giữ liên lạc thường xuyên với David, hỏi ý kiến của David về chuyện sáng tác bản concerto này. Đây là một trong những concerto cho violon lỗi lạc nhất của thời Lãng mạn và đã có ảnh hưởng nhiều lên các sáng tác của nhiều nhà soạn nhạc khác.
Mặc dù bản concerto này gồm có ba chương theo cấu trúc tiêu chuẩn nhanh-chậm-nhanh và mỗi chương được viết theo dạng truyền thống, nhưng đây là một tác phẩm đầy sáng tạo và có nhiều yếu tố mới lạ đi trước thời đại. Có thể kể những điểm đặc biệt của concerto này là violon độc tấu bắt đầu ngay ở đầu chương một (thay vì phải chờ dàn nhạc chơi phần giới thiệu chủ đề chính của chương một trước, giống như những violon concerto của thời Cổ Điển) và toàn bộ tác phẩm được tạo thành một tổng thể, ba chương được nối với nhau không chỉ về giai điệu, hòa âm mà còn được trình bày liên tục không nghỉ giữa các chương.
Tác phẩm được đón nhận nồng nhiệt ngay từ đầu và sau đó nhanh chóng trở thành một trong những violon concerto vĩ đại nhất của mọi thời đại. Cho tới ngày nay concerto này vẫn được nhiều người ái mộ và phát triển danh tiếng thành một violon concerto cốt yếu mà mọi nghệ sĩ độc tấu violon có tham vọng đều muốn tinh thông, và thường là tác phẩm đầu tiên mà họ học trong số những violon concerto của thời Lãng mạn. Rất nhiều nghệ sĩ violon chuyên nghiệp đã thu âm bản violon concerto này và nó được biểu diễn thường xuyên trong các buổi hòa nhạc hay các cuộc thi nhạc cổ điển.
Đôi khi tác phẩm cũng được gọi là Violon concerto số 2, để phân biệt với Violon concerto giọng Rê thứ (1821-1823) được "tái khám phá" bởi Yehudi Menuhin vào năm 1951.

## Lịch sử
Sau khi được bổ nhiệm làm chỉ huy trưởng của dàn nhạc Leipzig Gewandhaus vào năm 1835, Mendelssohn đã cho người bạn thuở thơ ấu của mình là Ferdinand David làm concertmaster của dàn nhạc. Nguồn gốc của tác phẩm được hình thành từ sự hợp tác chuyên nghiệp này. Trong bức thư ngày 30 tháng 7 năm 1838, Mendelssohn đã viết cho David:
Tôi rất muốn viết cho anh một concerto vào mùa đông tới. Một giai điệu Mi thứ cứ vang lên trong đầu tôi, giai điệu mở đầu của nó không để cho tôi yên.

Concerto mất sáu năm để hoàn thành. Có nhiều nguyên nhân cho sự trì hoãn này, bao gồm sự tự nghi ngờ bản thân, bản giao hưởng số 3, và một thời kì không vui vẻ ở Berlin theo yêu cầu của vua Frederick William IV của Phổ. Tuy vậy, Mendelssohn và David vẫn giữ liên lạc thường xuyên trong thời kì này, với Mendelssohn luôn tìm lời khuyên về kĩ thuật và sáng tác từ David.  Thực sự, đây là violon concerto đầu tiên sáng tác với sự tham gia của người được đề tặng và là một nghệ sĩ violon chuyên nghiệp, tạo tiền đề cho những sự hợp tác khác sau này. Bút tích để lại cho thấy tác phẩm hoàn thành ngày 16 tháng 9 năm 1844, nhưng Mendelssohn vẫn tiếp tục tìm lời khuyên từ David cho đến khi tác phẩm ra mắt. Concerto được biểu diễn lần đầu tại Leipzig vào ngày 13 tháng 3 năm 1845, với David là nghệ sĩ độc tấu, nhưng Mendelssohn bị ốm nên chỉ huy là nhà soạn nhạc Đan Mạch Niels Gade, một nhạc sĩ được Mendelssohn bảo trợ. Mendelssohn chỉ huy tác phẩm lần đầu vào ngày 23 tháng 10 năm 1845,  với David tiếp tục vai trò nghệ sĩ độc tấu.

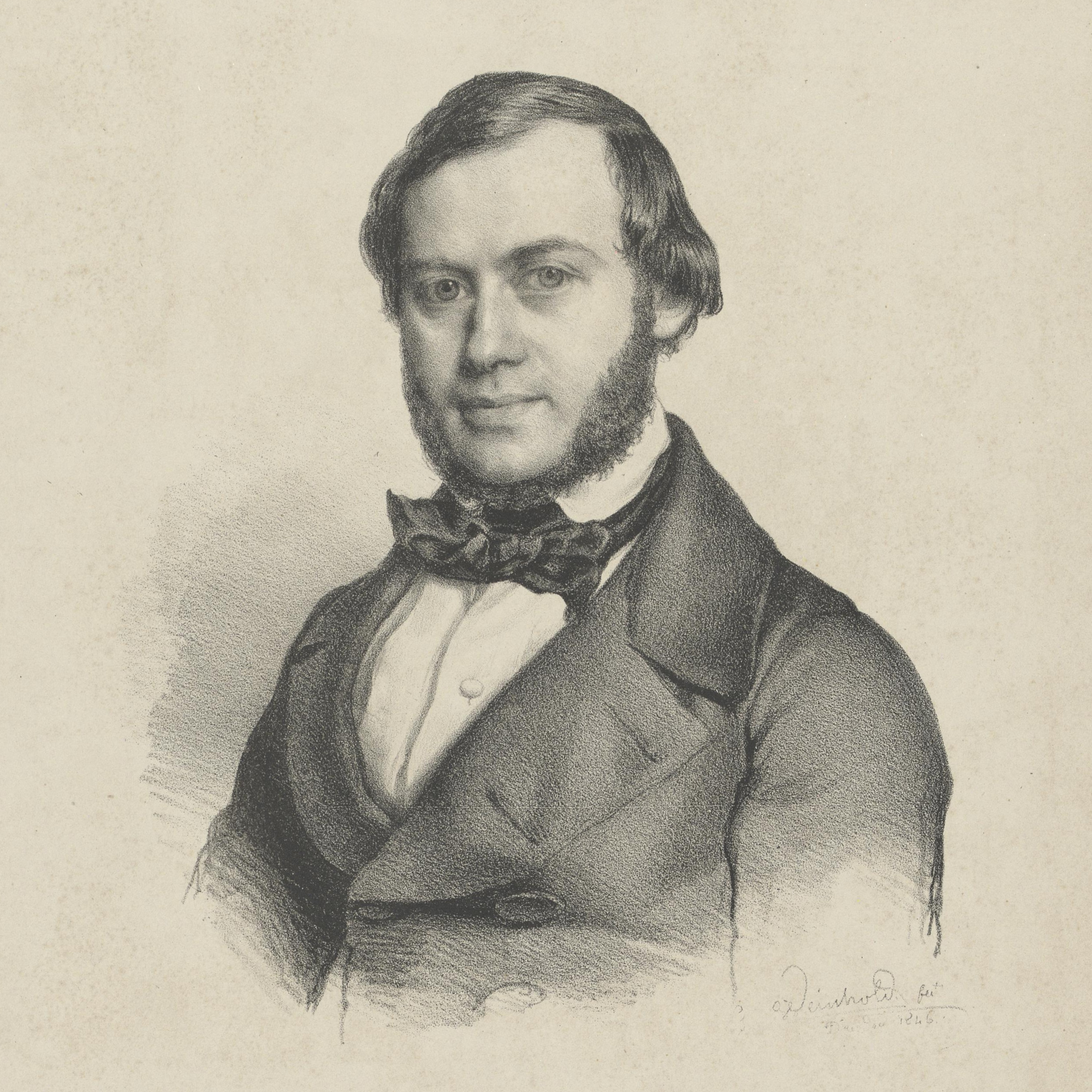
Ferdinand David

## Nhạc khí
Bản concerto được soạn cho violin độc tấu và dàn nhạc giao hưởng tiêu chuẩn gồm có hai sáo, hai oboe, hai clarinet, hai bassoon, hai kèn cor, hai trumpet, timpani, và bộ dây.

## Chương
Bản Concerto gồm có ba chương:
1. Allegro molto appassionato (Mi thứ)
2. Andante (Đô trưởng)
3. Allegretto non troppo – Allegro molto vivace (Mi trưởng)

### Allegro molto appassionato

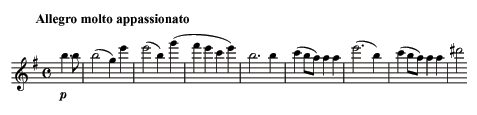
Giai điệu mở đầu của violin

12 – 14 phút
Thay vì mở đầu bằng phần tutti  chơi bởi dàn nhạc, tác phẩm mở đầu gần như ngay lập tức bắt đầu bằng tiếng đàn violon độc tấu, chơi chính giai điệu Mi thứ đã khiến Mendelssohn không thể nào yên. Theo sau một đoạn bravura nhanh chóng được đẩy lên cao trào, dàn nhạc nhắc lại chủ đề mở đầu. Sau đó là một đoạn âm nửa cung chuyển tiếp vội vã khi âm nhạc lắng xuống và chuyển điệu để sang chủ đề thứ hai yên bình ở cung Sol trưởng. Ban đầu giai điệu được chơi bởi kèn gỗ với nghệ sĩ độc tấu chơi một nốt pedal trên dây buông Sol. Bản nhạc được chơi bởi cây vĩ cầm độc tấu trước khi một đoạn codetta ngắn giúp khép lại phần trình bày của chương mở đầu. Hai chủ đề mở đầu sau đó được kết hợp trong phần phát triển, nơi âm nhạc xây dựng thành một khúc trổ ngón sáng tạo, mà Mendelssohn đã viết ra đầy đủ thay vì để nghệ sĩ độc tấu tự cải biên. Phần cadenza tăng tốc thông qua các lần chuyển nhịp từ nốt móc đơn sang nốt móc đơn-ba và cuối cùng là nốt móc kép, đòi hỏi nghệ sĩ độc tấu phải kéo cung ricochet. Điều này đóng vai trò như một liên kết đến phần tóm tắt, nơi giai điệu mở đầu được chơi bởi dàn nhạc, được đệm bởi các hợp âm rải ricochet liên tục của nghệ sĩ độc tấu. Trong phần tóm tắt, các chủ đề mở đầu được lặp lại với chủ đề thứ hai được chơi ở cung Mi trưởng trước khi trở lại cung Mi thứ để kết thúc chương đầu tiên. Âm nhạc tăng tốc vào để vào phần coda, được đánh dấu "Presto", trước khi một biến thể của đoạn âm nửa cung chuyển tiếp ban đầu giúp khép lại chương đầu.

### Andante

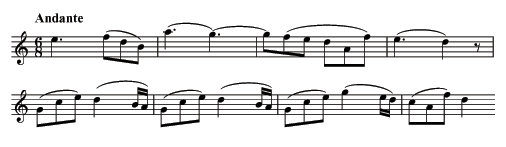
Chủ đề chính của chương II

8 – 9 phút
Bassoon duy trì nốt Si từ hợp âm cuối của chương I trước khi chuyển lên thành bán âm tới nốt Đô trung. Đây đóng vai trò là một sự chuyển khóa từ Mi thứ của chuơng mở đầu sang chương chậm Đô trưởng trữ tình của chương chậm. Chương này có cấu trúc ba đoạn và gợi nhắc lại Những bài ca không lời của chính Mendelssohn. Chủ đề trở nên tăm tối hơn, phần giữa ở giọng La thứ được giới thiệu trước bởi dàn nhạc, kế tiếp violon nắm giữ cả giai điệu lẫn phần đệm cùng một lúc. Phần đệm tremolo đòi hỏi sự nhanh nhạy khéo léo của nghệ sĩ độc tấu trước khi quay lại chủ đề chính giọng Đô trưởng trữ tình, lần này dẫn đến một kết thúc thanh bình.

### Allegretto non troppo – Allegro molto vivace

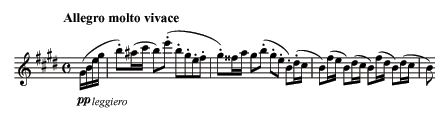
Chủ đề mở đầu của chương III

6 – 7 phút
Nối tiếp chương hai, một khúc chuyển đoạn dài 14 ô nhịp giọng Mi thứ chỉ dành cho violon độc tấu và bộ dây. Đây dẫn đến một chương kết sinh động và sôi nổi, toàn chương trong giọng Mi trưởng và mở đầu được đánh dấu bằng tiếng kèn lệnh của trumpet. Chương này nằm trong hình thức sonata rondo với một chủ đề mở đầu đòi hỏi sự nhanh nhẹn của người độc tấu. Phần trình bày mở đầu dẫn đến một chủ đề Si trưởng thứ hai ngắn gọn do nghệ sĩ độc tấu chơi và xây dựng thành một loạt các hợp âm rải lên xuống nhanh chóng, gợi nhớ đến phần cadenza trong chương đầu tiên. Sau đó, dàn nhạc chơi một biến thể của giai điệu mở đầu, sau đó bản nhạc chuyển sang phần phát triển ngắn ở giọng Sol trưởng. Phần tóm tắt về cơ bản giống với phần trình bày, ngoại trừ việc bổ sung một giai điệu đối lập ở các dây đàn. Chủ đề thứ hai được lặp lại, lần này ở giọng chủ của Mi trưởng. Gần như có một phần cadenza nhỏ gần cuối chương khi kèn gỗ chơi giai điệu chính so với tiếng rung kéo dài từ đàn vĩ cầm độc tấu.  Bản concerto sau kết thúc bằng một đoạn coda vội vã.

## Phân tích
Bản concerto có nhiều đổi mới trong nhiều khía cạnh. Trong chương đầu tiên, Mendelssohn đã rời khỏi hình mẫu chuẩn mực của concerto Cổ Điển bằng nhiều cách thức, như sự bắt đầu gần như ngay lập tức của người chơi đàn vĩ cầm trong phần mở đầu, điều này xảy ra tương tự trong bản Concerto cho dương cầm số 1 của ông. Dù chương đầu phần lớn vẫn theo hình thức sonata, Mendelssohn đã cho chủ đề chính được thể hiện bằng violon rồi mới đến dàn nhạc. Các concerto cổ điển thường mở đầu bằng dàn nhạc giới thiệu chủ đề chính trước tiên.
Khúc trổ ngón cũng rất cải tiến khi được viết riêng ra như một phần của bản concerto, được đặt trước phần tóm lược. Trong concerto Cổ điển, khúc trổ ngón được ứng tác bởi các nghệ sĩ độc tấu và thường nằm trong phần kết thúc của chương nhạc, sau phần tóm tắt và chỉ ngay trước đoạn kết (coda) cuối cùng. Khúc trổ ngón được viết ra của Mendelssohn không được đưa vào ấn bản đầu tiên của bản concerto, mà thay vào đó là phiên bản "thu gọn" của Ferdinand David mà không có sự phức tạp trong đối âm của bản gốc. Đây là phiên bản được chơi nhiều nhất hiện nay, mặc dù một số nghệ sĩ, ví dụ như Arabella Steinbacher, chơi bản gốc của Mendelssohn., còn Joshua Bell biểu diễn tác phẩm với khúc trổ ngón của riêng mình.
Bản concerto này cũng nổi bật hơn so với các bản concerto trước đó bởi tính liên kết giữa các chương. Không có đoạn nghỉ giữa chương một và chương hai, bassoon làm cầu nối giữa hai chương này. Đoạn nối giữa hai chương cuối cũng bắt đầu gần như ngay lập tức sau chương chậm. Giai điệu giống như phần mở đầu, thể hiện kết cấu vòng của tác phẩm. Sự kết nối này nhằm loại bỏ việc vỗ tay giữa các chương. Đây có lẽ là một bất ngờ lớn cho khán giả của Mendelssohn; không như khán giả ngày nay, họ thường vỗ tay hoan hô giữa các chương nhạc.
Concerto cũng yêu cầu vai trò của nghệ sĩ độc tấu chỉ là người đệm cho dàn nhạc trong những phần mở rộng, ví dụ như những hợp âm rải lúc bắt đầu phần tóm lược. Điều này cũng mới lạ đối với một bản concerto dành cho violon concerto thời bấy giờ.

## Di sản
Bản concerto cho vĩ cầm của Mendelssohn đã tạo ảnh hưởng lên nhiều concerto của nhiều nhà sọan nhạc khác. Những nhà sọan nhạc này thường dùng những đặc điểm của concerto này trong concerto của họ. Điều này dẫn tới việc violon concerto của Mendelssohn là concerto được mượn ý tưởng nhiều nhất xưa nay.
Ví dụ như phần khúc trổ ngón được đặt trước phần tóm lược đã ảnh hưởng lên violon concerto của Tchaikovsky (phần trổ ngón cũng ở vị trí tương tự) hay Sibelius (phần trổ ngón dùng để nối dài phần phát triển). Thêm vào đó, từ concerto này trở đi, rất ít khi nhà soạn nhạc để ngỏ không viết phần trổ ngón và để cho nghệ sĩ độc tấu chơi theo ý họ, giống như thời của Mozart và Beethoven. Sự nối kết giữa ba chương cũng ảnh hưởng lên những concerto khác, ví dụ như Concerto cho dương cầm số 2 của Liszt.
Bản concerto này của Mendelssohn đạt thành công ngay lập tức, được hoan nghênh đón nhận trong những lần công diễn đầu tiên bởi khán giả và những nhà phê bình âm nhạc đương thời. Tới cuối thể kỷ XIX thì concerto này đã được công nhận là một trong những bản concerto cho vĩ cầm vĩ đại nhất. Nó trở thành một trong những tác phẩm được ưa chuộng nhất của Mendelssohn, và vẫn được thường xuyên biểu diễn cho tới nay kể cả khi sự quan tâm đến âm nhạc của ông giảm sút vào đầu thế kỷ XX. Năm 1906, một năm trước khi qua đời, nghệ sĩ violon nổi tiếng Joseph Joachim tuyên bố với khách tới dự tiệc sinh nhật 75 tuổi của ông:
| “ | Người Đức có bốn bản concerto cho violon. Vĩ đại nhất, kiên quyết nhất là bản của Beethoven. Bản của Brahms ganh đua với nó trong sự nghiêm trang. Phong phú nhất, say đắm nhất là bản được viết bởi Bruch. Nhưng nội tâm nhất, viên ngọc của trái tim - là bản của Mendelssohn. | ” |

Danh tiếng của bản concerto đã đưa nó lên thành một tác phẩm quan trọng để mọi nghệ sĩ vĩ cầm bậc thầy tham vọng chinh phục. Điều đó khiến cho bản concerto này có mặt gần như trong mọi danh mục thu âm của các nghệ sĩ vĩ cầm, bao gồm cả những người chỉ hoạt động trong thời kỳ đầu của công nghệ thu âm và những người còn rất ít bản thu âm sót lại, như Eugène Ysaÿe. Dù vậy, bản concerto này vẫn là một thách thức về mặt kĩ thuật và được đánh giá rộng rãi là một tác phẩm có độ khó tương đương với nhiều bản concerto khác.